# الرابطة العالمية لجمعيات الطهاة
الرابطة العالمية لجمعيات الشيفات (واكس). اختصارا (بالإنجليزية: WACS)‏، هي شبكة عالمية من جمعيات الطهاة تأسست لأول مرة في أكتوبر 1928 في جامعة السوربون في باريس. في ذلك المؤتمر الأول كان هناك 65 مندوبًا من 17 دولة، يمثلون 36 جمعية وطنية ودولية، وتم تعيين أوغوست إسكوفيي كأول رئيس فخري للواكس. اليوم ، تضم هذه الهيئة العالمية 72 اتحادًا رسميًا للطهاة كأعضاء.
يعد المؤتمر الذي يعقد مرة كل سنتين تقليدًا مميزًا للواكس، وقد تم تنظيمه في أكثر من 20 مدينة في جميع أنحاء العالم طوال تاريخه اللامع الممتد 74 عامًا، وتديره هيئة رئاسية منتخبة تتألف من رئيس الواكس ونائب الرئيس وأمين الصندوق والأمين العام والسفير الرئيس الفخري، وكذلك مجلس الإدارة القاري الذي يعتني بمناطق آسيا وأوروبا وأفريقيا والمحيط الهادئ والأمريكتين. تدير لجنة منفصلة جميع الشؤون المتعلقة بمنافسة الطهي.

## محاور العمل
يدور عمل واكس حول أربعة محاور رئيسية:
1. مسابقات الطهي التي تحدد القواعد لها وتدريب الحكام وتدعمها.
2. التعليم (تم وضع بطاقة تقدير لمدارس الطهي).
3. تطوير الطهاة الشباب (إنشاء نوادي التبادل ، وشبكات الإنترنت ، وما إلى ذلك)ز

المشاركة الإنسانية مثل اليابان أو الصومال، أو برنامج «كيف نطعم الكوكب» الذي يوقع الطهاة بموجبه ميثاق التزام مسؤول.

## وصلات خارجية
WACS Global Certification Scheme على يوتيوب.